# 红泥湾镇
红泥湾镇，是中华人民共和国河南省南阳市宛城区下辖的一个乡镇级行政单位。

## 行政区划
红泥湾镇下辖以下地区：
四和社区、红泥湾村、栗树科村、白营村、凉水井村、林庄村、刘寺村、彦章村、新泉村、武寨村、东孙庄村、竹园村、大桥村、大陈坡村、裴庄村、小庄村、戴庄村、潘庄村、连庄村、明皇村、段营村、三户寨村、庞庄村、小陈庄村、石灰窑村、胡阡营村、常孟庄村、姚家湾村和清风岭村。